# Andrés Cascioli
Andrés Cascioli (Avallaneda, 1936 - Buenos Aires, 24 juni 2009) was een Argentijns cartoonist en tekenaar. Hij was tevens de oprichter van de tijdschriften Satiricón in 1972 en Humor Registrado in 1978. Cascioli was zijn carrière begonnen als reclametekenaar en tekenaar van stripverhalen. Satiricon werd tijdens het bewind van Isabel Peron gecensureerd. Humor Registrado kreeg in 1982 in Italië de prijs van beste satirisch tijdschrift ter wereld. Cascioli overleed in juni 2009 aan kanker.